# ケツメイシ
ケツメイシは、日本の男性3人組音楽グループ。所属レコードレーベルはavex trax（2012年7月まではトイズファクトリーに所属）。1993年（平成5年）結成。

## メンバー
Ryo（リョウ、1972年11月26日 - ）（52歳）
- MC・ラッパー担当。
- 兵庫県神戸市長田区出身。
- 本名：田中 亮（たなか りょう）
- 獨協高等学校、東京薬科大学薬学部卒業。
- 薬剤師の資格を所持している。

Ryoji（リョウジ、1974年12月14日 - ）（50歳）
- Vo担当。
- 兵庫県神戸市灘区出身。
- 本名：大塚 亮二（おおつか りょうじ）

大蔵（だいぞう、1976年3月14日 - ）（49歳）
- MC・リーダー担当。
- 兵庫県神戸市東灘区出身。
- 本名：吉田 大蔵（よしだ だいぞう）
- 市川高等学校、東京薬科大学薬学部卒業。
- 鍼灸師・薬剤師の資格を所持している。

### 元メンバー
DJ KOHNO（ディージェイ コウノ、1977年6月28日 - ）（48歳）
- DJ担当。
- 広島県廿日市市出身。
- 本名：河野 健太（こうの けんた）
- 2025年5月3日、公式ホームページでグループを卒業する旨が発表された。

## 略歴
1993年に活動開始。当初はRyo、土屋、中川大雅の3人で活動していた 。Ryoと同じ大学の後輩であった大蔵が長年グループに加入してもらえるようRyoに懇願し、メンバーとして認められる。土屋と中川大雅は大学を卒業するが、Ryoが留年したことにより、大蔵とRyoの二人体制での活動となった。今は閉業しているCLUB MOUTHのイベントにて、RyojiとDJ KOHNOと対峙した際、RyojiとDJ KOHNOがRyoと大蔵のライブに感動し、現在に至る。トヨタ自動車の運営サイト「GAZOO.com」のCMにてTV初出演。使われた楽曲は「こっちおいで」。
メジャー4番目のシングル「トモダチ」発売をきっかけに、知名度が上昇し、テレビ朝日系列「ミュージックステーション」に初出演。この時、Ryoはブログで「一生の思い出として、ミュージックステーションに出てみようと思った」と書いている。
特に、アルバム「ケツノポリス2」に関しては、アルバムとレビュー欄や解説などで高い評価を得た。同時にアルバムが週間オリコンチャートアルバムランキングの2週連続でグループ初の1位を獲得。後に発売するメジャー11番目のシングル「さくら」が年間オリコンチャート2位を獲得した。そして、NHKから2005年の『紅白歌合戦』への出場を依頼されるが、辞退する。その後、2021年の紅白歌合戦でゲストとして初出場した。
ライブでは、ステージングは非常に結成当初から評判が高く、ヒップホップではなく一般層にも非常に分かり易い間合いの取り方で行う。当時から放送コードすれすれのRyoの過激な下ネタは特に当時、客を含め関係者を驚かす程のものだった。なお、この演出は現在も継続されている。現在10万人規模のライブを行っているが、600人程のライブで行っていた当時、観客の中の列にRyoが紛れる、というのが当時の恒例だった。当時、特に「ケツノポリス4」までの時期は、「Say Ho」を使わない、英語を歌詞に入れない、この2つをグループのルールとしていた。現在は解禁されている(「Say Ho」に関しては不明)。テレビ地上波には全く出てこず、そういった宣伝媒体なしで楽曲のみの実力で楽曲「さくら」が年間オリコンチャート2位を取った際、当時日本の注目の渦中にいたケツメイシが年末2005年のMステーションのスーパーライブのみに出演し、メンバーのRyoが「ケツメイシがTVに出ないのは、歌唱力、ルックス等TV向きではないからだ」ととても謙遜して、タモリに話している。。
アルバムとDVDのジャケットは全て、沖縄県の首里城瑞泉門下で撮影したものである。またジャケットの右下の撮影日付の部分がそのCDやDVDの発売日になっている。『KETSUNOPOLIS 8』は例外的にタイの首都バンコクで撮影された。
ミュージック・ビデオは、著名人や俳優を起用したものが多い。
有名人にもファンが多く、石川亜沙美（Ryojiの元妻）、ベッキー、島谷ひとみ、上戸彩、安田美沙子、安田大サーカス、ダイノジ、サッカー選手の堀之内聖、大黒将志、田中達也、平川忠亮、アンタッチャブルの柴田英嗣などが有名である。柴田英嗣がプライベートで後輩の芸人達と組んでいるシバメイシとは番組の中でも共演をするなど交流も深い。プロ野球選手の中でもオリックス・バファローズのT-岡田や横浜DeNAベイスターズの荒波翔、千葉ロッテマリーンズの伊志嶺翔大らが打席での登場曲に「カーニバル」を使用するなど、多くの選手が曲を登場曲に使用するなど人気は高い。広島東洋カープの梵英心はプロ野球雑誌プロ野球aiの中で「気分転換にケツメイシを聴く」、「ケツメ歌いますよ。ラップの部分は歌いません。」などと発言している。福岡ソフトバンクホークスの吉村裕基はケツメイシの曲を打席での登場曲に使用しており、2014年からは交流のある大蔵とDJ KOHNOが作曲したオリジナル曲を使用。元阪神タイガースの吉見祐治も大蔵と交流があり、登板時にはケツメイシの曲を登場曲として使用していた。
ライブツアーは過去4回全て、沖縄でファイナル（千秋楽）を迎えている。
「ROCK IN JAPAN FESTIVAL」に4回参加している。「よる☆かぜ」は、香港の歌手陳冠希（エディソン・チャン）に「陳冠希edison夜風」というタイトルでカヴァーされ、台湾で1位になった。「トモダチ」は、「若者の心を打つアーティスト、歌詞」として現代社会の教科書に載り、紹介されたことがある。「幸せをありがとう」はDJ KOHNOの結婚を祝って他のメンバーが「アルバム作成合宿（沖縄）」で極秘に作った曲だが、結婚式までに完成が間に合わなかった。結局結婚式当日は、メンバーでかくし芸を披露した。「涙」は、ダイノジがラジオでファンだといっていたらメンバーがPV出演をオファーした。
LIVEDVD『ケツの穴』の裏面に写っている人物は全員TOURSTAFF。
- ケツの穴〜初級編〜 ： StageProducer 佐々木'小丸'芳晴
- ケツの穴〜中級編〜 ： MonitorOperator 上井正英
- ケツの穴〜上級編〜 ： LightingCrew 海老沢祐一

## 出演

### テレビアニメ
- クレヨンしんちゃん（2020年11月7日、テレビ朝日） - 本人役（Ryoと大蔵のみ）[12]

### ラジオ番組
- MOTHER MUSIC RECORDS： 月曜23:00 - 23:55、JFN系（終了）
- ケツメイシのおしりの穴からコンニチハ： 毎月1日と15日に更新されていた。全56回（終了）
- アーティスト・プロデュース・スーパー・エディション（JFNC、2003年10月・2014年8月・2016年11月・2024年2月）

### NHK紅白歌合戦出場歴
| 年度/放送回               | 回 | 曲目                     | 備考             |
| ------------------------- | -- | ------------------------ | ---------------- |
| 2021年（令和3年）/ 第72回 | 初 | ライフイズビューティフル | 特別企画での出演 |

注意点

## ディスコグラフィ

### インディーズ

#### シングル
|     | 発売日                               | タイトル     | 最高順位           | 備考 |
| --- | ------------------------------------ | ------------ | ------------------ | --- |
| 1st | 1999年12月15日 2004年12月1日（再発） | こっちおいで | 91位 131位（再発） | GAZOO.com CMソング 埼玉県朝霞市の六畳一間の公団住宅で制作したものである。 『ケツノポリス2』に収録されている「ケツメの作り方」はこの曲ができるまでのエピソードが歌詞になっており、 「こっちおいで」のサビが引用されている。 |
| 2nd | 2000年4月25日 2004年12月1日（再発）  | 新生活       | 88位（再発）       | 2004年にメジャーレーベルより再発売。 |
| 3rd | 2000年7月20日 2004年12月1日（再発）  | 海           | 129位（再発）      | 2004年にメジャーレーベルより再発売。 |

#### アルバム
|     | 発売日         | タイトル     | 最高順位 |
| --- | -------------- | ------------ | -------- |
| 1st | 2000年12月20日 | ケツノポリス | 27位     |

### メジャー

#### CDシングル
|      | 発売日         | タイトル                                       | 最高位 | 備考・タイアップ |
| ---- | -------------- | ---------------------------------------------- | ------ | --- |
| 1st  | 2001年4月25日  | ファミリア                                     | 36位   | メジャーデビューシングル。 MVにはメンバーの昔の写真が映っている。 |
| 2nd  | 2001年6月27日  | よる☆かぜ                                      | 18位   | 海外でカバー曲も作られた、初期の名曲。 |
| 3rd  | 2001年10月24日 | 手紙                                           | 14位   | スペースシャワーTV2001年11月度POWER PUSH!（1曲目『手紙〜未来』）。 |
| 4th  | 2002年2月20日  | トモダチ                                       | 5位    | 初のオリコンシングルチャートのトップ10入り。 |
| 5th  | 2002年9月26日  | 花鳥風月                                       | 4位    | リミックスバージョンも多数作られた。 |
| 6th  | 2003年1月8日   | はじまりの合図                                 | 2位    | MVが「合成仕様」になっている。 のちに日本ハムの「シャウエッセン」のCMソングとして使用された（2015年11月 - ）。 |
| 7th  | 2003年7月16日  | 夏の思い出                                     | 3位    | 2004年のボーダフォン日本法人（現ソフトバンクモバイル）のCMソング。 |
| 8th  | 2003年8月20日  | 太陽                                           | 4位    | レゲエを全面的に取り入れた楽曲になっている。 |
| 9th  | 2004年4月21日  | 涙                                             | 2位    | MVはダイノジ、くまだまさしが出演しており、ドラマ仕立てとなっている。 |
| 10th | 2004年7月28日  | 君にBUMP                                       | 2位    | 2004年のボーダフォン日本法人（現ソフトバンクモバイル）のCMソング。 MVの振り付けはパパイヤ鈴木で、羽賀研二が出演している。 |
| 11th | 2005年2月16日  | さくら                                         | 1位    | 初のオリコンシングルチャート1位獲得。 MVには萩原聖人、鈴木えみが出演している。 京浜急行電鉄井土ヶ谷駅電車接近案内メロディ。 |
| 12th | 2006年4月26日  | 旅人                                           | 1位    | 自身初の2週連続オリコンチャート1位。 MVには岡田義徳、池乃めだかが出演している。 |
| 13th | 2006年7月19日  | 男女6人夏物語                                  | 3位    | MVには市川由衣、杉本哲太、貫地谷しほり、黒川芽以、青木崇高らが出演している。 |
| 14th | 2007年4月11日  | トレイン                                       | 3位    | JR東日本民営化20周年記念のCMソング。 NHK系ドラマ「小暮写眞館」主題歌 |
| 15th | 2007年6月27日  | また君に会える                                 | 2位    | 資生堂「ANESSA」CMソング。 CM、MVには蛯原友里が出演している。 |
| 16th | 2007年11月21日 | 聖なる夜に／冬物語                             | 2位    | 初の両A面。MVに俳優の田中圭が出演。相手役はモデルの高橋京子。 |
| 17th | 2008年1月23日  | 出会いのかけら                                 | 2位    | 映画『陰日向に咲く』主題歌。MVには、映画『陰日向に咲く』の著者である劇団ひとりが出演している。 |
| 18th | 2010年5月12日  | 仲間                                           | 3位    | テレビ朝日系金曜ナイトドラマ『ハガネの女』主題歌。 MVには同ドラマに出演している有村架純と第21回『ジュノン・スーパーボーイ・コンテスト』グランプリ受賞者市川知宏が出演している。 |
| 19th | 2010年7月21日  | お二人Summer                                   | 3位    | テレビ朝日『お願い!ランキング』8月期エンディング曲 |
| 20th | 2010年11月17日 | 闘え! サラリーマン                             | 12位   | 宴会・グルメ情報検索サイト ぐるなび CMソング |
| 21st | 2011年1月26日  | バラード／君とつくる未来                       | 5位    | 両A面。「バラード」は日本テレビ系『スッキリ!!』2011年2月度エンディングテーマ。MVに俳優の和田聰宏が出演している。相手役はモデルの松岡音々。 「君とつくる未来」は東京電力CMソング。 |
| 22nd | 2011年6月8日   | こだま                                         | 9位    | テレビ朝日系 木曜ドラマ『ハガネの女 season 2』主題歌。 |
| 23rd | 2012年7月11日  | LOVE LOVE Summer                               | 4位    | avex trax移籍第1弾シングル。テレビ朝日「お願い!ランキング」7月期エンディング曲。「H.I.S」CMソング。 「LOVER」は、同じく、「H.I.S」CMソング。 「ボラーレ」は、「キリンビール」CMソング。 |
| 24th | 2012年11月14日 | moyamoya／guruguru                             | 10位   | 両A面。「guruguru」はNATURAL BEAUTY BASICのCMソング。CMには、長澤まさみが出演している。 |
| 25th | 2013年5月22日  | 月と太陽                                       | 13位   | テレビ朝日系 木曜ドラマ『ダブルス〜二人の刑事』エンディングテーマ。「make&break」は、「ハウステンボス」CMソング。「Good morning」はテレビ朝日系『グッド!モーニング』（2013年9月27日まで『やじうまテレビ!』）テーマソング RIAJゴールド認定「月と太陽」（PC配信）                                                         |
| 26th | 2014年3月12日  | カリフォルニー                                 | 6位    | 『ASHWORTH』ブランドミュージック。ブランドMVには、椎名桔平が出演している。「ストーリー」は「木下工務店の注文住宅 プロポーズ篇」、「スケッチ篇」のCMソング。CMには、伊勢谷友介が出演している。 |
| 27th | 2014年6月11日  | RHYTHM OF THE SUN                              | 10位   | テレビ朝日系「お願い!ランキング」6月期エンディング曲。 イトーヨーカドーサマークリアランスCMソング。MVにはメロディー洋子、IVANが出演。 |
| 28th | 2016年3月16日  | さらば涙／君と出逢って                         | 6位    | 両A面。「さらば涙」はDHC[F1] スキンケアのCMソング。MVには、鈴木ちなみ（タイアップ先のCMにも出演）、金城茉奈が出演している。ゴールド認定（シングルトラック、日本レコード協会） |
| 29th | 2016年4月20日  | 友よ 〜 この先もずっと…                        | 12位   | 映画「クレヨンしんちゃん 爆睡!ユメミーワールド大突撃」主題歌。MVには、ダチョウ倶楽部が出演している。 |
| 30th | 2016年8月3日   | ヤシの木のように/カラーバリエーション/君との夏 | 13位   | トリプルA面。「カラーバリエーション」はテレビ朝日系 金曜ナイトドラマ『グ・ラ・メ！～総理の料理番～』主題歌。 |
| －   | 2017年3月25日  | 人生劇場                                       | －     | ツアー会場限定でのみの販売。「人生劇場」は『ケツメイシ KTM TOUR 2017 幻の六本木大サーカス団「ハッキリ言ってパーティーです!!」』テーマソング、「僕らの暮らしっく」は、日新聞・北陸中日新聞・東京新聞CMソング、「つながって」は「ＫＩＴＴＥ名古屋」（JPタワー名古屋）グランドオープン記念プロジェクトタイアップ曲となる。 |
| 31st | 2017年7月19日  | はじまりの予感                                 | 10位   | 鈴木ちなみが出演している、DHC F1 スキンケアのCMソング。「さらば涙」以来となるDHCのタイアップ曲。MVには大林素子とメンバーのRyoが出演している。 |
| －   | 2018年5月30日  | カンパイの唄                                   | -      | 沖縄県限定、CLUBケツメイシ会員限定でのみ販売。オリオンドラフトCMソング。CLUBケツメイシ会員限定盤にはRYOJI、RYO、大蔵のソロ曲が収録されている。 |
| 32nd | 2018年8月8日   | 夏のプリンス/風は吹いている                    | 14位   | 両A面。「夏のプリンス」はプリンスホテル 2018 Do! 夏プリのCMソング。「風は吹いている」はTVアニメ「深夜！天才バカボン」エンディングテーマ。 |
| －   | 2019年3月30日  | お調子者で行こう/真っ赤な情熱                  | -      | ツアー会場限定でのみの販売。 |
| 33rd | 2020年11月4日  | スーパースター/ヨクワラエ                      | 17位   | 両A面。「スーパースター」はテレビ朝日系テレビアニメ「クレヨンしんちゃん」オープニングテーマ。「ヨクワラエ」はダチョウ倶楽部の寺門ジモンが監督を手がけた映画『フード・ラック!食運』主題歌。 |
| －   | 2022年5月14日  | 一等星☆/野に咲く花                             | -      | ツアー会場限定でのみの販売。「一等星☆」は餃子の王将CMテーマソング。 |
| 34th | 2023年2月1日   | 夜空を翔ける/自分が思っていたよりも/One step   | 5位    | トリプルA面。「夜空を翔ける」はテレビ朝日系 土曜ナイトドラマ『6秒間の軌跡〜花火師・望月星太郎の憂鬱』主題歌、「自分が思っていたよりも」はNHK『みんなのうた』2022年12月- 2023年1月使用曲、「One step」は日本テレビ『Oha!4 NEWS LIVE』テーマソング                                                                        |

#### 配信限定シングル
|      | 配信日         | タイトル           | 規格                   | 備考・タイアップ |
| ---- | -------------- | ------------------ | ---------------------- | --- |
| 1st  | 2011年9月10日  | ライジングサン     | デジタル・ダウンロード | 東日本大震災復興応援歌として期間限定配信 ケツメイシ×FUNKY MONKEY BABYS名義 2016年1月25日発売の『FUNKY MONKEY BABYS 10th Anniversary “COMPLETE BEST”』の81曲目（DISC7の7曲目）に収録されている。 |
| 2nd  | 2014年11月19日 | #Music             | デジタル・ダウンロード | トーヨータイヤ「OBSERVE GARIT GIZ（オブザーブ・ガリットギズ）」CMソング。MVにはマッシモ・ビオンディが出演している。                                                                             |
| 3rd  | 2019年2月27日  | 君のもとへ         | デジタル・ダウンロード | PlayStation 4用ソフト「ONE PIECE WORLD SEEKER」オープニングテーマ |
| 4th  | 2021年4月21日  | 青空               | デジタル・ダウンロード | 『JAL×コカ・コーラ』コラボCMソング。 メジャーデビュー20周年を記念して芸人が脚本、演出を手がけるMV制作企画「芸人クリエイティブ企画」の第一弾として、MV・ジャケットにはゾフィーが出演している。   |
| 5th  | 2021年5月19日  | 雨のいたずら       | デジタル・ダウンロード | 「芸人クリエイティブ企画」の第二弾として、MV・ジャケットにはジャルジャルが出演している。 |
| 6th  | 2021年7月12日  | サンシャインガール | デジタル・ダウンロード | 「芸人クリエイティブ企画」の第三弾として、MV・ジャケットにはきつねが出演している。 |
| 7th  | 2021年7月26日  | パーリーピーポー   | デジタル・ダウンロード | 「芸人クリエイティブ企画」の第四弾として、MV・ジャケットには狩野英孝が出演している。 |
| 8th  | 2021年9月13日  | 小さな幸せ         | デジタル・ダウンロード | 「芸人クリエイティブ企画」の第五弾として、MV・ジャケットにはアルコ＆ピースが出演している。 |
| 9th  | 2022年4月4日   | One step           | デジタル・ダウンロード | 日本テレビ『Oha!4 NEWS LIVE』テーマソング。 |
| 10th | 2022年10月24日 | UTAGE              | デジタル・ダウンロード | サミー「ぱちんこ いくさの子」メインテーマ曲。 |
| 11th | 2023年9月6日   | SWEET BABY         | デジタル・ダウンロード | 日産「ルークス」CMソング |
| 12th | 2024年4月8日   | 泣いても笑って     | デジタル・ダウンロード | テレビ朝日系 土曜ナイトドラマ『6秒間の軌跡～花火師・望月星太郎の2番目の憂鬱』主題歌 |

#### その他
- アプリ「SOKUYAKU」CMソング（『2人の約束（保険診療）篇』、『2人の約束（自由診療）篇』、WEB動画、『いつでもSOKU篇』）

#### オリジナル・アルバム
|      | 発売日         | タイトル        | 最高順位 |
| ---- | -------------- | --------------- | -------- |
| 1st  | 2000年12月20日 | ケツノポリス    | 27位     |
| 2nd  | 2002年4月3日   | ケツノポリス2   | 1位      |
| 3rd  | 2003年10月1日  | ケツノポリス3   | 1位      |
| 4th  | 2005年6月29日  | ケツノポリス4   | 1位      |
| 5th  | 2007年8月29日  | ケツノポリス5   | 1位      |
| 6th  | 2008年6月25日  | ケツノポリス6   | 3位      |
| 7th  | 2011年3月16日  | ケツノポリス7   | 1位      |
| 8th  | 2012年12月12日 | KETSUNOPOLIS 8  | 4位      |
| 9th  | 2014年7月23日  | KETSUNOPOLIS 9  | 2位      |
| 10th | 2016年10月26日 | KETSUNOPOLIS 10 | 2位      |
| 11th | 2018年10月24日 | ケツノポリス11  | 1位      |
| 12th | 2021年12月1日  | ケツノポリス12  | 3位      |
| 13th | 2024年1月31日  | ケツノポリス13  | 3位      |

#### その他アルバム
| 発売日         | タイトル                       | 備考                 |
| -------------- | ------------------------------ | -------------------- |
| 2011年12月21日 | ケツのデモ                     | 応募者全員プレゼント |
| 2013年4月20日  | 1 FINGER MIX mixed by DJ KOHNO | 会場限定CD           |
| 2015年2月18日  | KTMusic                        | 最高順位19位         |
| 2015年3月21日  | KTMusic MIX mixed by DJ KOHNO  | 会場限定CD           |
| 2024年3月30日  | あっちこっちでマリアッチ♪      | 会場限定CD           |

#### ベスト・アルバム
|     | 発売日         | タイトル            | 最高位 |
| --- | -------------- | ------------------- | ------ |
| 1st | 2011年12月21日 | ケツの嵐 〜春BEST〜 | 2位    |
| 1st | 2011年12月21日 | ケツの嵐 〜夏BEST〜 | 4位    |
| 1st | 2011年12月21日 | ケツの嵐 〜秋BEST〜 | 5位    |
| 1st | 2011年12月21日 | ケツの嵐 〜冬BEST〜 | 3位    |
| 2nd | 2021年3月31日  | ケツノパラダイス    | 3位    |

### 映像作品
|                  | 発売日         | タイトル                                                                        | 最高位 |
| ---------------- | -------------- | ------------------------------------------------------------------------------- | ------ |
| 1st DVD/VHS      | 2003年5月21日  | ケツの穴 〜入門篇〜                                                             | 11位   |
| 2nd DVD/VHS      | 2004年9月15日  | ケツの穴 〜初級篇〜                                                             | 2位    |
| 3rd DVD          | 2006年3月8日   | ケツの穴 〜中級篇〜                                                             | 1位    |
| 4th DVD          | 2008年9月17日  | ケツの穴 〜上級篇〜                                                             | 1位    |
| 5th DVD          | 2011年11月9日  | ケツの穴 〜応用篇〜                                                             | 1位    |
| 6th DVD          | 2011年12月21日 | ケツの極 〜MV集〜                                                               | 2位    |
| 7th DVD/Blu-ray  | 2013年10月2日  | ケツの穴...らへん                                                               | 1位    |
| 8th DVD/Blu-ray  | 2014年12月10日 | ベスト ザ・ケツの穴                                                             | 1位    |
| 9th DVD/Blu-ray  | 2015年10月21日 | ケツの穴...こだわらへん                                                         | 1位    |
| 10th DVD/Blu-ray | 2016年11月30日 | 15th Anniversary 「一五の夜」 ～今夜だけ練乳ぶっかけますか？～                  | 2位    |
| 11th DVD/Blu-ray | 2017年11月1日  | ケツの穴...もうひろがらへん                                                     | 1位    |
| 12th DVD/Blu-ray | 2019年2月27日  | ケツメイシLIVE2018 お義兄さん!!ライナを嫁にくださいm(_ _)m inメットライフドーム | 2位    |
| 13th DVD/Blu-ray | 2019年10月2日  | ケツの穴...しまらへん                                                           | 2位    |
| 14th DVD/Blu-ray | 2021年3月31日  | ケツノストロング（レモン）                                                      | 1位    |
| 15th DVD/Blu-ray | 2023年2月1日   | ケツの穴...さだまらへん                                                         | 1位    |
| 16th DVD/Blu-ray | 2023年12月20日 | KTM リクエストライブ【ケツメ兄さん達と一緒に歌おう2023】                        | 3位    |
| 17th DVD/Blu-ray | 2024年11月6日  | ケツの穴...メルヘン                                                             | 2位    |

### 参加作品
| 発売日                                  | タイトル                                                                                 | 規格品番                      | 収録曲 |
| --------------------------------------- | ---------------------------------------------------------------------------------------- | ----------------------------- | --- |
| 1999年7月14日                           | 浜崎あゆみ「Boys&Girls」                                                                 | AVCD-30049                    | 4.LOVE〜Destiny（TODD'S LOVERS CONVERSION） |
| 2000年5月24日                           | SOUL LOVERS「このままで」                                                                | RWCL-25007                    | 1.このままで feat.RYOJI |
| 2000年8月23日                           | 葛谷葉子「Shinin'Day」                                                                   | ESCB-2161                     | 2.Just One Kiss feat.RYOJI |
| 2000年12月21日                          | オムニバス「CRACKIN'DJ REMIX」                                                           | MJCC-80050                    | 6.HIGH SCORE（Remix by:ケツメイシ） |
| 2001年3月22日                           | nippon-no-hiphopmania「ヒプマニクルー」                                                  | KMCT-7004                     | 3.大航海時代 Ryo（from ケツメイシ）&N@M 6.いつまでも Daizo（from ケツメイシ） |
| 2001年6月6日                            | CHEMISTRY「Point of No Return」                                                          | DFCZ-1034                     | 3.Point of No Return（ケツメイシのremix。） |
| 2001年8月31日                           | RHYME EXPLORER/V.A                                                                       | ORA-1029                      | 12.CLUBへ（熱帯夜MIX）/ケツメイシ |
| 2001年10月25日                          | タサツ 「血液脱腸」                                                                      | WINX-82088                    | 1.血液脱腸 2.きのこ、かり 3.乱乱乱 |
| 2002年2月27日                           | オムニバス「REAL RHYME TRAX」                                                            | WPC7-10132                    | 3.CLUBへ〜熱帯夜mix〜 |
| 2002年3月27日                           | オムニバス「FUTURE TRACKS BEST」                                                         | TOCT-24772                    | 7.こっちおいで（ケツメイシ） 11.乱乱乱（タサツ） |
| 2002年5月15日                           | 中島美嘉「Helpless Rain」                                                                | AICL-1380                     | 3.DESTINY'S LOTUS feat.大蔵 （このCDのみ、曲の始まりに大蔵のMCがある） |
| 2002年6月7日:カセット 2007年10月25日:CD | ムーダワン2巻                                                                            | LP-0002:カセット EPCD-0021:CD | こっちおいで ビールボーイ トモダチ 歌詞の一部が“ムーダワン”などに変えて歌っている。 |
| 2002年8月7日                            | MOUTH（Ryoji・大蔵 fromケツメイシ）「夏に勝つコツ」                                      | SUNS-0001                     | 1.夏に勝つコツ feat.HAN-KUN・RedRice（from 湘南乃風） |
| 2003年1月8日                            | オムニバス「SMOOTH II」                                                                  | MHCL-197                      | 4.わすれもの |
| 2003年3月19日                           | タサツ「ぼくらの五日間戦争」                                                             | TOCT-24989                    | 1.イントロ 2.認人 3.Keep on 子供ing 4.タとサとツ 5.タイトル未定 6.渚のマイク 7.生活苦 （￥の夫） 8.筋張りタイ 9.キモイッて言わないで 10.血液脱腸 11.ありがとう |
| 2003年10月22日                          | 山嵐「COLORS WATER MUSIC」                                                               | MUCD-1099                     | 5.Walking Under The Sun feat.大蔵 |
| 2003年12月24日                          | BOØWY Tribute                                                                            | FLCF-3993                     | 8.わがままジュリエット from RYOJI |
| 2004年2月18日                           | アルファ「SUSHI BOMBER」                                                                 | TOCT-25296                    | 3.PULSAR feat.RYO from ケツメイシ |
| 2005年1月19日                           | the nanapremes featuring 田中亮「STAY WITH MY HEART〜気づいてKIMOCHI〜」                 | TOCT-4832 TOCT-4833           | |
| 2005年3月30日                           | TAICHI MASTER 「DISCO*NNECTION」                                                         | TOCT-25605                    | 3.あ・い・ど・る feat.RYOJI（from ケツメイシ）×宇多丸（from RHYMESTER） |
| 2005年4月27日                           | NEWS「touch」                                                                            | JECN-0067 JECN-0069           | 11.チェリッシュ<Ryoji（from ケツメイシ）Remix> 12.柔らかなままで（作詞・作曲） |
| 2005年6月15日                           | Nao「flower feat.RYOJI（from ケツメイシ）」                                              | RZCD-45205/B RZCD-45206       | |
| 2005年8月3日                            | 上戸彩「風をうけて」                                                                     | PCCA-02158                    | 1.風をうけて（RYOJIコーラス参加） 3.夢のチカラ〜肩の力をぬいたmix〜（RYOJIコーラス・ラップ参加） |
| 2005年9月14日                           | 山下達郎「SONORITE」                                                                     | WPCL-10228 WPCL-10229         | 2.Kissから始まるミステリー feat.RYO（from ケツメイシ） 1997年にKinKi Kidsに提供した楽曲のセルフカバー曲。Rap詞の作者としてもクレジットされている。 |
| 2005年9月7日                            | オムニバス「横浜LOGOS presents JOYRIDE produced by DJ KOHNO（ケツメイシ）&DJ TATSUTA」   | MUCD-1129                     | 5.What's your name / DJ KOHNO（from ケツメイシ）feat.カズシック&KUTTS 7.さーどっち? / DJ TATSUTA feat.大蔵（from ケツメイシ）、CHANNEL 8.ING / DJ KOHNO（from ケツメイシ）feat.ICE BAHN 10.WDJ / DJ KOHNO（from ケツメイシ）&DJ ISO（from MELLOW YELLOW） 12.お客様が神様です / DJ KOHNO（from ケツメイシ）feat.GAKU-MC |
| 2005年9月28日                           | MCU「A Peacetime MCU」                                                                   | BVCR-11070 BVCR-18050/1       | 6.いいわけ feat.Ryoji |
| 2006年4月26日                           | Words of 雪之丞                                                                          | VICL-61869                    | 5.青空/RYOJI feat.高橋幸宏 |
| 2006年9月13日                           | シンガーズ・リミテッド-ゴールデン・ムード・ヒッツ!                                       | RZCD-45442                    | 1.Daydream Believer / 川上つよしと彼のムードメイカーズ feat.Ryoji & Rankin' Taxi |
| 2006年11月22日                          | アンレールEN1/fL'AIR ケツメイシ オルゴール作品集                                         | DXCL-5055                     | 1.さくら 2.男女6人夏物語 3.手紙〜現在〜 4.君にBUMP 5.新生活 6.花鳥風月 7.よる☆かぜ 8.いま会いに行く 9.涙 10.夏の思い出 11.旅人 12.幸せをありがとう |
| 2007年2月21日                           | Dragon Ash「INDEPENDIENTE」                                                              | VICL-62298 VICL-62299         | 11.Luz del sol feat.大蔵 from ケツメイシ |
| 2007年11月28日                          | RED RIBBON Spiritual Song〜生まれ来る子供たちのために〜                                  | WPCL-10447                    | 1.〜生まれ来る子供たちのために〜from 絢香・小田和正・加藤ミリヤ・TAKE・TERU・一青窈・RYO・若旦那 |
| 2009年1月28日                           | 369「キャンプファイヤ」                                                                  | VICL-36902                    | 1.キャンプファイヤ 369+RYO+TSUBOI+YAIKO 2.ヒーロー 369+RYO+TSUBOI |
| 2009年3月18日                           | 369「369.2」                                                                             | VICL-63270                    | 5.FF（369+RYO+TSUBOI） |
| 2011年4月20日                           | アルファ「BOYS & GIRLS」                                                                 | POCS-1038                     | 8.Boy Meat Girl feat.HALCALI,RYO（fromケツメイシ） |
| 2012年2月29日                           | Studio Apartment「にほんのうた」                                                         | TOCT-28042                    | 3.朝までBaby feat.RYOJI（fromケツメイシ） |
| 2013年2月20日                           | 女子会mix2〜おしゃれミーティングベスト〜                                                 | MCAS-10                       | 33.バラード（※カバー） |
| 2013年3月13日                           | TRF 「TRF TRIBUTE ALBUM BEST」2DISC                                                      | AVCD-38676/7                  | （DISC 1）1.EZ DO DANCE/ケツメイシ |
| 2015年4月22日                           | TEE Tee time ～コラボ・ベスト～                                                          | MCK‐1506                      | 2.バカみたいに愛してた feat.RYOJI （from ケツメイシ） |
| 2016年1月25日                           | FUNKY MONKEY BABYS ｢FUNKY MONKEY BABYS 10th Anniversary “COMPLETE BEST”｣8DISC ※7CD、1DVD | MUCD1332/9                    | （DISC 7） 7.ライジングサン/FUNKY MONKEY BABYS×ケツメイシ ※CD全体では81曲目 |
| 2020年3月1日                            | LITTLE｢八王子少年〜春よ、来い〜 feat. RYOJI｣                                             | -                             | 1.八王子少年〜春よ、来い〜 feat. RYOJI（配信シングル） |
| 2024年11月8日                           | HAN-KUN｢君となら・・・feat. RYOJI｣                                                       | -                             | 1.君となら・・・feat. RYOJI（配信シングル） |

### プロデュース（Ryoji）
- Nao
- 上戸彩 - 『風をうけて』『約束の場所』『笑顔のままで』『もう一度だけ』
- 中島美嘉 - 『素直なまま』
- やなわらばー
- 369

## ライブツアー
※会場名で命名権が付いている会場は、正式名称と併記する。